# Петрі Вільянен
Петрі Вільянен (фін. Petri Viljanen, нар. 3 лютого 1987, Порі) — фінський футболіст, що грав на позиції захисника. По завершенні ігрової кар'єри — футбольний арбітр.

## Клубна кар'єра
У дорослому футболі дебютував 2004 року виступами за команду «ПоПа», в якій провів два сезони, взявши участь у 69 матчах чемпіонату. Більшість часу, проведеного у складі «ПоПа», був основним гравцем захисту команди.
Своєю грою за цю команду привернув увагу представників тренерського штабу клубу «Гака», до складу якого приєднався 2006 року. Відіграв за команду з Валкеакоскі наступні чотири сезони своєї ігрової кар'єри. Граючи у складі «Гаки» також здебільшого виходив на поле в основному складі команди.
Протягом 2010—2011 років знову захищав кольори клубу «ПоПа».
2012 року перейшов до клубу «ТоВе», за який відіграв один сезон, після чого завершив професійну кар'єру футболіста.

## Виступи за збірну
Протягом 2007—2009 років залучався до складу молодіжної збірної Фінляндії, з якою брав участь у молодіжному чемпіонаті Європи 2009 року у Швеції, де фіни фінішували без очок на останньому четвертому місці. Всього на молодіжному рівні зіграв у 4 офіційних матчах.

## Кар'єра арбітра
По завершенні ігрової кар'єри став арбітром, з 2013 року судив матчі Юккенена, другого дивізіону країни, а з середини 2014 року Почав залучатись і до матчів вищого дивізіону. 15 червня 2014 року дебютував як головний арбітр матчу Вейккаусліги у поєдинку між «Інтером» (Турку) та «МюПа» (1:0). У липні його було призначено одним із арбітрів чемпіонату Північної Європи серед юнаків до 17 років у Данії, відсудивши дві гри. З сезону 2015 року став працювати виключно у вищому дивізіоні.
Перед сезоном 2018 року він був обраний одним із чотирьох фінських арбітрів ФІФА, отримавши право судити міжнародні матчі. У європейському футболі він дебютував 2 серпня 2018 року під час матчу між гібралтарським клубом «Лінкольн Ред Імпс» та валлійським «Нью Сейнтсом» (1:1) у другому кваліфікаційному раунді Ліги Європи УЄФА, показавши жовті картки трьом гравцям. 6 червня 2021 року дебютував як головний арбітр у матчах національних збірних, у товариському матчі Данії проти Боснії та Герцеговини (2:0). У цьому матчі Вільянен роздав шість жовтих карток.